# Многоствольная флейта
Многоствольная флейта, в Европе широко известна как флейта Пана — флейтовый музыкальный инструмент, состоящий из нескольких соединённых или отдельных трубок как правило без пальцевых отверстий. Нижние концы трубок могут быть открытыми или закрытыми.
На верхние срезы трубок направляют струю воздуха. Каждая трубка издаёт один основной тон, высота которого зависит от длины, диаметра трубки и от того, закрыта трубка снизу или нет. Изменением угла подачи струи воздуха на срез трубки возможно понижение основного тона на полутон. Настройка инструмента осуществляется передвиганием пробок или регулированием количества пчелиного воска в трубках.
Некоторые исторические (редкие) виды подобных флейт вместо открытого верхнего среза имеют свистковые устройства на каждой трубке. Кроме того, известна многоствольная флейта с общим вдувным отверстием (одним мундштуком) на четыре трубки с пальцевыми отверстиями.
Многоствольную флейту необходимо отличать от двойной флейты со свистковыми устройствами на трубках.
- Флейта Пана с Соломоновых Островов. Первая половина XIX века
- Европейский образец начала XXI века
- Двухрядная южноамериканская сампонья

## Со скрепленными трубками
- Сиринга — древнегреческое общее название одноствольных и многоствольных флейт, трубки которых скреплялись воском[3].
- Флейта Пана — европейское[3] общее название многоствольных флейт со скреплёнными трубками[1][4]. Произошло от имени древнегреческого бога Пана.
- Най — молдавская и румынская многоствольная флейта[5].
- Сампонья — испанское название многоствольной флейты Центральных Анд. Аймарские названия — сику (для инструментов малого и среднего размеров) и айяричи (для больших флейт). Состоит из двух рядов трубок. В каждом ряду в среднем 6—8 трубок. Трубки одного ряда как правило в два раза короче трубок другого ряда и соответственно звучат на октаву выше. Нижние концы трубок могут быть открытыми или закрытыми[6].
- Ла́рчеми (с груз. лерцами «тростник») — мегрельская (западно-грузинская) пастушья флейта. Состоит из 6 трубок: две длинных посередине и по две с обеих сторон, постепенно укорачивающихся[7]. Со́инари (возможно от солинари «трубка») — гурийская (западногрузинская) пастушья флейта, схожая с ларчеми[8].

## Из отдельных трубок
- Кугиклы — русский инструмент из 2—5 нескрепленных трубок[9].
- Скудучяй — литовская флейта[10].
- Куи́ма чи́псан (с языка коми «трёхствольный свисток»[11])[12] и Пэлянъяс (пэляннэз[9]) — флейты коми-зырян и коми-пермяков[13].
- Кушитское племя дираше (Эфиопия, ОНЮЭ; также известно под названием гидоле) использует технику, отдалённо схожую с той, которая используется в случае с кугиклами, однако у дираше каждый музыкант использует две не скреплённые одноствольные флейты: одна короткая, другая длинная. Всего в ансамбле насчитывается около 15 человек, каждый музыкант играет одну ноту, и концы фраз, накладываясь друг на друга, образуют диссонирующие секундные интервалы. В основе техники лежит фраза «соль-фа диез-ре». К финалу музыканты постепенно переходят с длинных дудок на короткие, звучащие выше, из-за чего диссонансы увеличиваются. Выступление музыкантов дираше является визитной карточкой фестиваля народной музыки юго-запада Эфиопии в городе Арба-Мынч[14].